# EHF Challenge Cup 2009/10
Am EHF Challenge Cup 2009/10 nahmen 33 Handball-Vereinsmannschaften teil, die sich in der vorangegangenen Saison in ihren Heimatländern für den Wettbewerb qualifiziert hatten. Es war die 10. Austragung des Challenge Cups. Der Titelverteidiger war der rumänische Club UCM Sport Resita. Die Pokalspiele begannen am 9. Oktober 2009, das zweite Finalspiel fand am 29. Mai 2010 statt. Im Finale konnte sich Sporting Lissabon aus Portugal gegen den polnischen Vertreter MMTS Kwidzyn durchsetzen.

## Modus
Der Wettbewerb startete in Runde 2 mit einer Gruppenphase mit 4 Gruppen mit 4 Mannschaften in der jeder gegen jeden in einfacher Runde spielte. Die beiden Gruppenersten zogen in Runde 3 ein, in der 10 weitere, höher eingestufte, Mannschaften einstiegen. Ab dieser Runde, inklusive des Finales, wurden im K.-o.-System mit Hin- und Rückspiel gespielt. Die 9 Sieger der Runde 3 zogen in Runde 4 ein, in der 7 weitere Mannschaften einstiegen. Die Sieger der Runde 4 zogen in das Viertelfinale ein. Der Gewinner des Finales war EHF Challenge Cup Sieger der Saison 2009/10.

## Runde 2
Alle Spiele wurden vom 9. Oktober 2009 bis 11. Oktober 2009 ausgetragen, Gruppe A in Sisak, Kroatien, Gruppe B in Luhansk, Ukraine, Gruppe C in Odorheiu Secuiesc, Rumänien und Gruppe D in Plav, Montenegro.

### Gruppe A
| Pl. | Mannschaft              | Sp. | S | U | N | Tore     | Diff. | Punkte |
| --- | ----------------------- | --- | - | - | - | -------- | ----- | ------ |
| 1.  | Drammen HK              | 3   | 3 | 0 | 0 | 0120:730 | +47   | 6      |
| 2.  | RK Siscia               | 3   | 2 | 0 | 1 | 0112:790 | +33   | 4      |
| 3.  | E&O Emmen               | 3   | 1 | 0 | 2 | 0102:980 | +4    | 2      |
| 4.  | Dublin International HC | 3   | 0 | 0 | 3 | 046:1300 | −84   | 0      |

### Gruppe B
| Pl. | Mannschaft          | Sp. | S | U | N | Tore     | Diff. | Punkte |
| --- | ------------------- | --- | - | - | - | -------- | ----- | ------ |
| 1.  | Burewestnik Luhansk | 3   | 3 | 0 | 0 | 0105:620 | +43   | 6      |
| 2.  | AS Filippos Verias  | 3   | 2 | 0 | 1 | 0119:540 | +65   | 4      |
| 3.  | HK Lokomotiv Warna  | 3   | 1 | 0 | 2 | 064:1050 | −41   | 2      |
| 4.  | Manchester HC       | 3   | 0 | 0 | 3 | 052:1190 | −67   | 0      |

### Gruppe C
| Pl. | Mannschaft           | Sp. | S | U | N | Tore     | Diff. | Punkte |
| --- | -------------------- | --- | - | - | - | -------- | ----- | ------ |
| 1.  | HC Odorheiu Secuiesc | 3   | 3 | 0 | 0 | 0107:740 | +33   | 6      |
| 2.  | Albatro Syrakus      | 3   | 1 | 1 | 1 | 088:630  | +25   | 3      |
| 3.  | RK Konjuh Živinice   | 3   | 1 | 1 | 1 | 091:870  | +4    | 3      |
| 4.  | Great Dane HC London | 3   | 0 | 0 | 3 | 060:1220 | −62   | 0      |

### Gruppe D
| Pl. | Mannschaft              | Sp. | S | U | N | Tore     | Diff. | Punkte |
| --- | ----------------------- | --- | - | - | - | -------- | ----- | ------ |
| 1.  | Xico Andebol            | 3   | 2 | 1 | 0 | 0105:680 | +37   | 5      |
| 2.  | RK Berane               | 3   | 2 | 0 | 1 | 095:780  | +17   | 4      |
| 3.  | RK Tineks Prolet Skopje | 3   | 1 | 1 | 1 | 0113:790 | +34   | 3      |
| 4.  | Olympia HC              | 3   | 0 | 0 | 3 | 066:1540 | −88   | 0      |

## Runde 3
Hin- und Rückspiele fanden zwischen dem 14. November 2009 und 22. November 2009 statt.
|                         | Gesamt |                      | Hinspiel | Rückspiel |
| ----------------------- | ------ | -------------------- | -------- | --------- |
| Drammen HK              | 45:53  | Stord IL             | 21:22    | 24:31     |
| AO Dimou Thermaikou     | 60:55  | RK Berane            | 33:25    | 27:30     |
| Albatro Syrakus         | 40:64  | Metaloplastika Šabac | 18:31    | 22:33     |
| RK Gradačac             | 45:63  | Xico Andebol         | 26:33    | 19:30     |
| HK Motor Saporischschja | 20:0   | RK Siscia            | 10:0     | 10:0      |
| HC Odorheiu Secuiesc    | 54:49  | Pelister Bitola      | 31:21    | 23:28     |
| B.B. Ankara Spor        | 58:61  | Bologna Handball     | 29:28    | 29:33     |
| IFK Ystad HK            | 66:57  | AS Filippos Verias   | 36:28    | 30:29     |
| RK Metković             | 32:34  | Burewestnik Luhansk  | 32:24    | 0:10      |

## Runde 4
Die Auslosung des Achtelfinales fand am 24. November 2009 um 11:00 Uhr (UTC+2) in Wien statt.
| Mannschaft 1                            | Mannschaft 2                      | Hinspiel             | Rückspiel            | Gesamt    |
| --------------------------------------- | --------------------------------- | -------------------- | -------------------- | --------- |
| CSM Bacău Moskalenko 14                 | HK Motor Saporischschja Lochman 8 | 14.02. So. 17:00 Uhr | 21.02. So. 16:00 Uhr | 62 : 46   |
| CSM Bacău Moskalenko 14                 | HK Motor Saporischschja Lochman 8 | 33 : 20 (17 : 12)    | 29 : 26 (17 : 13)    | 62 : 46   |
| CSM Bacău Moskalenko 14                 | HK Motor Saporischschja Lochman 8 | 1.200 Zuschauer      | 1.200 Zuschauer      | 62 : 46   |
| HC Budvanska rivijera Milošević 15      | Stord IL Olsson 12                | 13.02. Sa. 18:00 Uhr | 14.02. So. 18:00 Uhr | 42 : 53   |
| HC Budvanska rivijera Milošević 15      | Stord IL Olsson 12                | 20 : 24 (11 : 09)    | 22 : 29 (11 : 18)    | 42 : 53   |
| HC Budvanska rivijera Milošević 15      | Stord IL Olsson 12                | 1.200 Zuschauer      | 500 Zuschauer        | 42 : 53   |
| Sporting Lissabon Silva Osorio Solha 15 | AO Dimou Thermaikou Tsatsos 9     | 14.02. So. 17:00 Uhr | 21.02. So. 18:00 Uhr | 73 : 44   |
| Sporting Lissabon Silva Osorio Solha 15 | AO Dimou Thermaikou Tsatsos 9     | 39 : 24 (20 : 09)    | 34 : 20 (18 : 07)    | 73 : 44   |
| Sporting Lissabon Silva Osorio Solha 15 | AO Dimou Thermaikou Tsatsos 9     | 500 Zuschauer        | 100 Zuschauer        | 73 : 44   |
| MMTS Kwidzyn Adamuszek 12               | HC Odorheiu Secuiesc Mihalcea 13  | 13.02. Sa. 17:00 Uhr | 20.02. Sa. 18:00 Uhr | 55 : 55 * |
| MMTS Kwidzyn Adamuszek 12               | HC Odorheiu Secuiesc Mihalcea 13  | 32 : 20 (17 : 07)    | 23 : 35 (11 : 16)    | 55 : 55 * |
| MMTS Kwidzyn Adamuszek 12               | HC Odorheiu Secuiesc Mihalcea 13  | 1.200 Zuschauer      | 1.200 Zuschauer      | 55 : 55 * |
| Xico Andebol Silva 13                   | Metaloplastika Šabac Milošević 10 | 13.02. Sa. 18:30 Uhr | 14.02. So. 18:30 Uhr | 53 : 52   |
| Xico Andebol Silva 13                   | Metaloplastika Šabac Milošević 10 | 34 : 29 (18 : 13)    | 19 : 23 (08 : 11)    | 53 : 52   |
| Xico Andebol Silva 13                   | Metaloplastika Šabac Milošević 10 | 1.000 Zuschauer      | 1.000 Zuschauer      | 53 : 52   |
| CSU Suceava Gavriloaia 14               | Burewestnik Luhansk Karamyshev 9  | 13.02. Sa. 17:00 Uhr | 20.02. Sa. 14:00 Uhr | 62 : 41   |
| CSU Suceava Gavriloaia 14               | Burewestnik Luhansk Karamyshev 9  | 31 : 20 (15 : 13)    | 31 : 21 (13 : 09)    | 62 : 41   |
| CSU Suceava Gavriloaia 14               | Burewestnik Luhansk Karamyshev 9  | 500 Zuschauer        | 400 Zuschauer        | 62 : 41   |
| ATSV Innsbruck Radjenović 14            | Bologna United Kažić 10           | 13.02. Sa. 18:30 Uhr | 21.02. So. 18:30 Uhr | 56 : 62   |
| ATSV Innsbruck Radjenović 14            | Bologna United Kažić 10           | 29 : 30 (12 : 15)    | 27 : 32 (11 : 16)    | 56 : 62   |
| ATSV Innsbruck Radjenović 14            | Bologna United Kažić 10           | 400 Zuschauer        | 600 Zuschauer        | 56 : 62   |
| IFK Ystad HK Karlsson 12                | Slovan Ljubljana Božović 10       | 17.02. Mi. 19:00 Uhr | 21.02. So. 18:30 Uhr | 55 : 58   |
| IFK Ystad HK Karlsson 12                | Slovan Ljubljana Božović 10       | 28 : 21 (09 : 10)    | 27 : 37 (14 : 18)    | 55 : 58   |
| IFK Ystad HK Karlsson 12                | Slovan Ljubljana Božović 10       | 800 Zuschauer        | 1.000 Zuschauer      | 55 : 58   |

## Viertelfinale
Die Auslosung des Viertelfinales fand am 23. März 2010 um 11:00 Uhr (UTC+2) in Wien statt.
| Mannschaft 1                            | Mannschaft 2             | Hinspiel             | Rückspiel            | Gesamt  |
| --------------------------------------- | ------------------------ | -------------------- | -------------------- | ------- |
| Slovan Ljubljana Božič 13               | CSU Suceava Adomnicai 11 | 28.03. So. 18:30 Uhr | 03.04. Sa. 11:00 Uhr | 56 : 55 |
| Slovan Ljubljana Božič 13               | CSU Suceava Adomnicai 11 | 31 : 23 (17 : 12)    | 25 : 32 (12 : 16)    | 56 : 55 |
| Slovan Ljubljana Božič 13               | CSU Suceava Adomnicai 11 | 500 Zuschauer        | 400 Zuschauer        | 56 : 55 |
| MMTS Kwidzyn Adamuszek 11               | Xico Andebol Costa 13    | 03.04. Sa. 17:00 Uhr | 04.04. So. 17:00 Uhr | 53 : 51 |
| MMTS Kwidzyn Adamuszek 11               | Xico Andebol Costa 13    | 25 : 28 (11 : 17)    | 28 : 23 (12 : 13)    | 53 : 51 |
| MMTS Kwidzyn Adamuszek 11               | Xico Andebol Costa 13    | 800 Zuschauer        | 900 Zuschauer        | 53 : 51 |
| Sporting Lissabon Silva Osorio Solha 16 | CSM Bacău Iacob 12       | 28.03. So. 17:00 Uhr | 03.04. Sa. 13:30 Uhr | 53 : 52 |
| Sporting Lissabon Silva Osorio Solha 16 | CSM Bacău Iacob 12       | 30 : 24 (15 : 13)    | 23 : 28 (13 : 16)    | 53 : 52 |
| Sporting Lissabon Silva Osorio Solha 16 | CSM Bacău Iacob 12       | 600 Zuschauer        | 1.500 Zuschauer      | 53 : 52 |
| Stord IL Nyhammer 16                    | Bologna United Kažić 12  | 28.03. So. 19:00 Uhr | 04.04. So. 18:30 Uhr | 45 : 53 |
| Stord IL Nyhammer 16                    | Bologna United Kažić 12  | 22 : 25 (09 : 17)    | 23 : 28 (12 : 14)    | 45 : 53 |
| Stord IL Nyhammer 16                    | Bologna United Kažić 12  | 600 Zuschauer        | 600 Zuschauer        | 45 : 53 |

## Halbfinale
Die Auslosung des Halbfinales fand am 6. April 2010 um 11:00 Uhr in Wien statt.
| Mannschaft 1                            | Mannschaft 2                | Hinspiel        | Rückspiel       | Gesamt |
| --------------------------------------- | --------------------------- | --------------- | --------------- | ------ |
| Sporting Lissabon Silva Osorio Solha 14 | Slovan Ljubljana Božič 10   | 24. April 2010  | 2. Mai 2010     | 58:56  |
| Sporting Lissabon Silva Osorio Solha 14 | Slovan Ljubljana Božič 10   | 28:23           | 30:33           | 58:56  |
| Sporting Lissabon Silva Osorio Solha 14 | Slovan Ljubljana Božič 10   | 1.100 Zuschauer | 1.000 Zuschauer | 58:56  |
| Bologna United Montalto 8               | MMTS Kwidzyn Mroczkowski 10 | 25. April 2010  | 2. Mai 2010     | 43:52  |
| Bologna United Montalto 8               | MMTS Kwidzyn Mroczkowski 10 | 24:24           | 19:28           | 43:52  |
| Bologna United Montalto 8               | MMTS Kwidzyn Mroczkowski 10 | 1.200 Zuschauer | 900 Zuschauer   | 43:52  |

## Finale
Die Auslosung des Finales fand am 3. Mai 2010 um 11:00 Uhr in Wien statt.
|              | Gesamt |                   | Hinspiel | Rückspiel |
| ------------ | ------ | ----------------- | -------- | --------- |
| MMTS Kwidzyn | 51:54  | Sporting Lissabon | 25:27    | 26:27     |

### Hinspiel
Am 23. Mai 2010 um 17:30 Uhr in Kwidzyn in der Hala Sportova KCSIR vor 900 Zuschauern.
MMTS Kwidzyn: Gawlik, Suchowicz - Orzechowski (5), Wardzinski   (5), Seroka (4), Adamuszek   (3), Mroczkowski  (3), Peret  (2), Czertowicz (1), Marhun (1), Rombel  (1), Cieslak, Waszkiewicz , Witaszak 
Sporting Lissabon: Gomes - Silva Osorio Solha (7), Bjelanovic  (6), Lesjak   (4), Petric  (3), Magalhães  (3), Campos Pinto  (2), Portela (1), Seabra Marques (1), Barradas Correia, Martins Dias, Galambas, Oliviera Nunes, Tavares da Rocha
Schiedsrichter:  Marco Meyer und Lukas Stalder

### Rückspiel
Am 29. Mai 2010 um 19:30 Uhr in Lissabon im Pavilhao do Complexo Desportivo Municipal Casal Vistoso vor 3.500 Zuschauern.
Sporting Lissabon: Gomes - Petric   (6), Campos Pinto (5), Silva Osorio Solha (5), Magalhães   (4), Bjelanovic    (3), Lesjak      (2), Almeida Moreira (1), Seabra Marques (1), Barradas Correia, Portela, Martins Dias, Galambas, Tavares da Rocha
MMTS Kwidzyn: Gawlik, Suchowicz - Mroczkowski (6), Adamuszek  (5), Waszkiewicz (5), Peret (2), Rombel (2), Cieslak (1), Czertowicz    (1), Marhun   (1), Seroka (1), Wardzinski (1), Witaszak   (1), Orzechowski
Schiedsrichter:  Vjekoslav Lovric und Hrvoje Petkovic